# César Sánchez Pérez
César Sánchez Pérez (Navalmoral de la Mata, Cáceres, España, 26 de agosto de 1978) es un político y Sociólogo español perteneciente al Partido Popular de la Comunidad Valenciana (PPCV). En 2011 fue elegido alcalde de Calpe, y en 2015 presidente de la Diputación Provincial de Alicante. Actualmente es diputado en las Cortes Generales.

## Biografía
Nació en el municipio de Navalmoral de la Mata, en la provincia de Cáceres, el 26 de agosto de 1978. Aunque parte de su familia era natural de Extremadura, a corta edad se trasladó a Calpe, en la provincia de Alicante, donde creció y realizó sus estudios primarios y secundarios.
Se licenció en Sociología con especialización en Publicidad y Mercadotecnia[cita requerida] por la Universidad de Alicante). En el curso 2007/08 realizó el programa de Liderazgo y Gestión Pública por el IESE Business School de Madrid, y un año después cursó el postgrado en Dirección de Campañas Electorales por ICADE. En 2010 hizo el Máster Universitario en Formación del Profesorado de Educación Secundaria, Bachillerato, Formación Profesional y Enseñanza de Idiomas por la Universidad Católica de Valencia[cita requerida].

## Carrera política

### Inicios
Se afilió al Partido Popular de la Comunidad Valenciana y ocupó su primer cargo a nivel municipal[cita requerida] como vicesecretario de la organización juvenil Nuevas Generaciones (NNGG). Tiempo más tarde, entre 2003 y 2007, fue regidor de la corporación municipal de Calpe y, posteriormente, pasó a ser asesor del Gabinete de Presidencia de la Generalidad Valenciana.

### Alcalde de Calpe
En la legislatura de 2003/07 formó parte, como concejal, del Ayuntamiento de Calpe. Tras encabezar la candidatura municipal del Partido Popular en las Elecciones Municipales de 2011, fue elegido nuevo alcalde de Calpe e investido el 11 de junio de ese año, siendo reelegido en el cargo en las municipales de 2015.

### Diputado en las Cortes Valencianas
Tras ser candidato de las listas populares por la circunscripción electoral de Alicante en las Elecciones a las Cortes Valencianas de 2007 fue elegido como diputado para esta cámara y reelegido en las elecciones de 2011 y 2015. El 28 de agosto de 2015 renunció a su escaño de diputado en las Cortes Valencianas poco tiempo después de haber sido nombrado, en sucesión de Luisa Pastor Lillo, nuevo presidente de la Diputación Provincial de Alicante.

### Presidente de la Diputación de Alicante
Presidente de la Diputación de Alicante desde el 17 de julio de 2015 hasta el 19 de julio de 2019. Obtuvo la presidencia de la corporación provincial en el pleno de investidura celebrado el 17 de julio de 2015 con 15 votos del PP.

### Miembro de la Ejecutiva Nacional del PP
En febrero de 2017 consiguió entrar en la Dirección Nacional del Partido Popular, durante la celebración del 18º Congreso del PP. Desde entonces, ocupa el cargo de Secretario Nacional de Formación Ejecutiva del partido.

### Secretario de Transparencia en la Ejecutiva Nacional del PP
Tras el Congreso Nacional del Partido Popular celebrado en julio de 2018 en el que salió elegido como nuevo presidente de esta formación política Pablo Casado, César Sánchez fue nombrado vocal del Comité Ejecutivo y Secretario de Transparencia del PP.

### Diputado en el Congreso por Alicante
César Sánchez lideró la candidatura del Partido Popular al Congreso de los Diputados por Alicante en las elecciones generales del 28 de abril de 2019, resultando elegido en dichos comicios.